# Maksim Harecki
Maksim Iwanowicz Harecki (biał. Максiм Гарэцкi, ur. 6 lutego 1893 w Małej Bogacówce, pow. mścisławski, zm. 10 lutego 1938) – białoruski działacz polityczny, pisarz, krytyk i historyk literatury.

## Życiorys

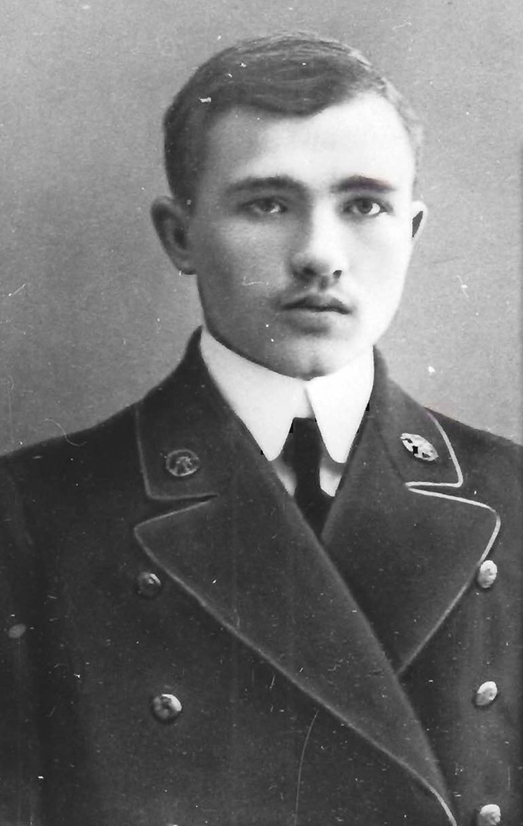
Maksim Harecki, 1913.

W latach 1918–1923 pracował jako nauczyciel w Wileńskim Gimnazjum Białoruskim. Współpracował z kilkoma gazetami. W sierpniu 1921 r. władze Litwy Środkowej zakazały wydawania pisma w języku białoruskim Nasza Dumka, którego redaktorem naczelnym był Maksim Harecki. Rozpoczął on wówczas publikację nowej gazety Biełaruskija Wiedamaści, jednak miała ona już charakter czysto literacki. 

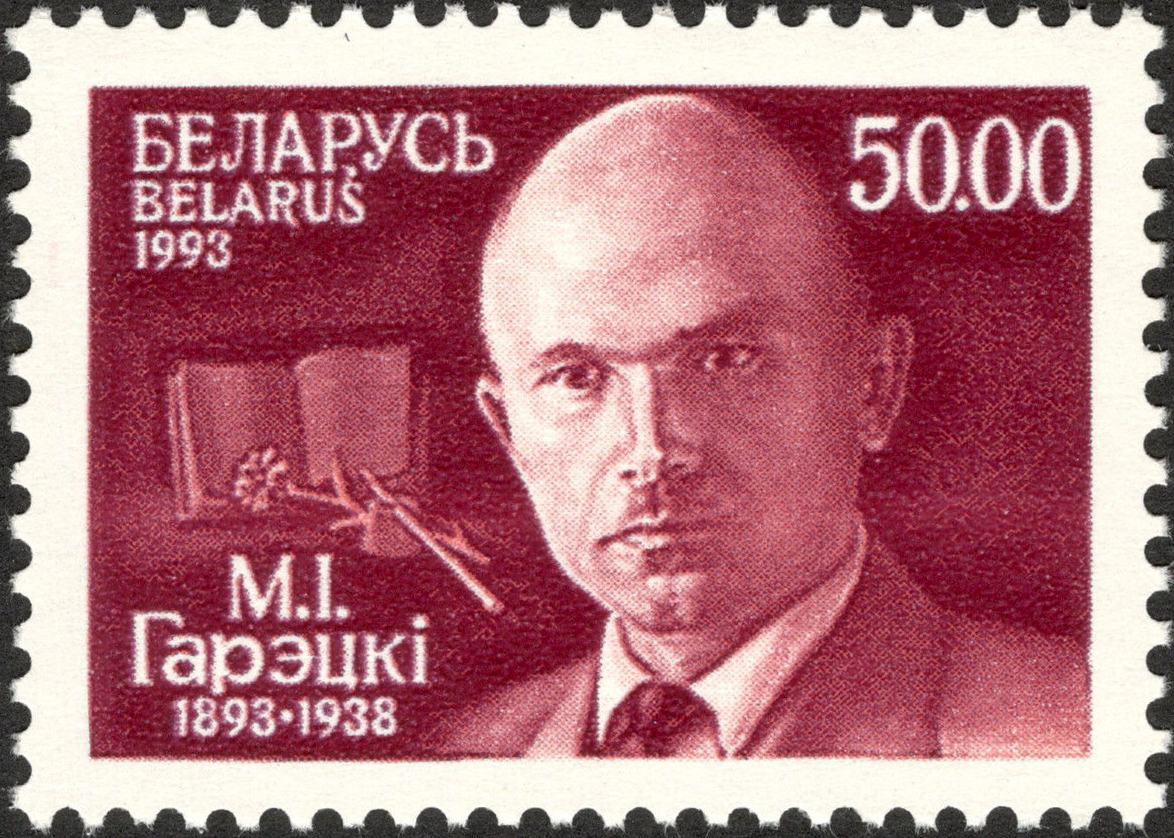
Maksim Haretski upamiętniony na białoruskim znaczku pocztowym, 1993.

W 1922 r. został aresztowany i wydalony z obszaru Litwy Środkowej. Od października 1923 r. był wykładowcą języka białoruskiego na Białoruskim Uniwersytecie Państwowym. Należał do Akademii Nauk. Pracował też w Instytucie Kultury Białoruskiej i Akademii Rolniczej w Horkach. W 1930 r. został ponownie aresztowany i zesłany do posiołka Piesocznaja w obwodzie smoleńskim, niedaleko Kaługi, w głębi Rosji. Powodem aresztowania były podejrzenia o przynależność do Związku Wyzwolenia Białorusi. 
5 stycznia 1938 skazany na rozstrzelanie. 10 lutego 1938 rozstrzelany, a w 1955 r. zrehabilitowany.